# Campionati mondiali juniores di sci alpino 1988
I Campionati mondiali juniores di sci alpino 1988, 7ª edizione della manifestazione organizzata dalla Federazione Internazionale Sci, si svolsero in Italia, a Madonna di Campiglio, dal 27 al 31 gennaio; il programma incluse gare di discesa libera, supergigante (inserito per la prima volta nel programma iridato), slalom gigante, slalom speciale e combinata, sia maschili sia femminili.

## Risultati

### Uomini

#### Discesa libera
| Pos. | Atleta              | Nazione        | Tempo   |
| ---- | ------------------- | -------------- | ------- |
| 1    | Kaspar Gilgenrainer | Germania Ovest | 1:33,15 |
| 2    | Wolfgang Graßl      | Germania Ovest | 1:33,24 |
| 3    | Peter Rzehak        | Austria        | 1:33,56 |
| 4    | Tommy Moe           | Stati Uniti    | 1:33,62 |
| 5    | Vlastimil Maxa      | Cecoslovacchia | 1:33,81 |
| 6    | Svein Erik Krohn    | Norvegia       | 1:33,99 |
| 7    | Jeremy Nobis        | Stati Uniti    | 1:34,01 |
| 8    | Ed Podivinsky       | Canada         | 1:34,03 |
| 9    | Lasse Kjus          | Norvegia       | 1:34,42 |
| 10   | Étienne Glassey     | Svizzera       | 1:34,55 |

Data: 27 gennaio

#### Supergigante
| Pos. | Atleta               | Nazione          | Tempo   |
| ---- | -------------------- | ---------------- | ------- |
| 1    | Jeremy Nobis         | Stati Uniti      | 1:35,26 |
| 2    | Sergio Bergamelli    | Italia           | 1:35,85 |
| 3    | Peter Rzehak         | Austria          | 1:35,98 |
| 4    | Konstantin Čistjakov | Unione Sovietica | 1:36,13 |
| 5    | Kaspar Gilgenrainer  | Germania Ovest   | 1:36,16 |
| 6    | Lasse Kjus           | Norvegia         | 1:36,61 |
| 7    | Erlend Lødemel       | Norvegia         | 1:36,77 |
| 8    | Hans Michael Stracke | Germania Ovest   | 1:36,80 |
| 9    | Andrej Miklavc       | Jugoslavia       | 1:36,84 |
| 9    | Rob Parisien         | Stati Uniti      | 1:36,84 |

Data: 28 gennaio

#### Slalom gigante
| Pos. | Atleta               | Nazione          | Tempo   |
| ---- | -------------------- | ---------------- | ------- |
| 1    | Gregor Grilc         | Jugoslavia       | 2:05,55 |
| 2    | Janne Leskinen       | Finlandia        | 2:05,73 |
| 3    | Jeremy Nobis         | Stati Uniti      | 2:06,28 |
| 4    | Konstantin Čistjakov | Unione Sovietica | 2:06,48 |
| 5    | Matt Grosjean        | Stati Uniti      | 2:06,52 |
| 6    | Stefan Schadinger    | Stati Uniti      | 2:06,55 |
| 7    | Rob Parisien         | Stati Uniti      | 2:06,64 |
| 8    | Luca Resinelli       | Italia           | 2:06,77 |
| 9    | Roland Bair          | Austria          | 2:06,99 |
| 10   | Alberto Senigagliesi | Italia           | 2:07,00 |

Data: 29 gennaio

#### Slalom speciale
| Pos. | Atleta              | Nazione     | Tempo   |
| ---- | ------------------- | ----------- | ------- |
| 1    | Stefan Šalamanov    | Bulgaria    | 1:42,30 |
| 2    | Thomas Fogdö        | Svezia      | 1:42,95 |
| 3    | Max Ancenay         | Francia     | 1:43,24 |
| 4    | Niklas Nilsson      | Svezia      | 1:43,32 |
| 5    | Kiminobu Kimura     | Giappone    | 1:43,35 |
| 6    | Matt Grosjean       | Stati Uniti | 1:43,46 |
| 7    | Luigi Tacchini      | Italia      | 1:43,50 |
| 8    | Daniele Chiocchetti | Italia      | 1:43,69 |
| 9    | Andrej Miklavc      | Jugoslavia  | 1:43,95 |
| 10   | Otwin Strolz        | Austria     | 1:44,06 |

Data: 30 gennaio

#### Combinata
| Pos. | Atleta               | Nazione          |
| ---- | -------------------- | ---------------- |
| 1    | Konstantin Čistjakov | Unione Sovietica |
| 2    | Max Ancenay          | Francia          |
| 3    | Vlastimil Maxa       | Cecoslovacchia   |
| 4    | Chris Puckett        | Stati Uniti      |
| 5    | Étienne Glassey      | Svizzera         |
| 6    | Peter Rzehak         | Austria          |
| 7    | Tommy Moe            | Stati Uniti      |
| 8    | Jeremy Nobis         | Stati Uniti      |
| 9    | Matt Grosjean        | Stati Uniti      |
| 10   | Kaspar Gilgenrainer  | Germania Ovest   |

Data: 27-30 gennaio

Classifica stilata attraverso i piazzamenti ottenuti
in discesa libera, slalom gigante e slalom speciale

### Donne

#### Discesa libera
| Pos. | Atleta                 | Nazione          | Tempo   |
| ---- | ---------------------- | ---------------- | ------- |
| 1    | Andrea Schwarzenberger | Germania Ovest   | 1:15,24 |
| 2    | Sabine Ginther         | Austria          | 1:15,27 |
| 3    | Ulla Ģērmane           | Unione Sovietica | 1:15,73 |
| 4    | Andreja Potisk Ribič   | Jugoslavia       | 1:16,05 |
| 5    | Anja Haas              | Austria          | 1:16,27 |
| 6    | Picabo Street          | Stati Uniti      | 1:16,29 |
| 7    | Carola Spatschil       | Germania Ovest   | 1:16,51 |
| 8    | Stefanie Müller-Schunk | Germania Ovest   | 1:16,52 |
| 9    | Monika Kogler          | Austria          | 1:16,55 |
| 10   | Raymonde Ansanay-Alex  | Francia          | 1:16,73 |

Data: 27 gennaio

#### Supergigante
| Pos. | Atleta                 | Nazione        | Tempo   |
| ---- | ---------------------- | -------------- | ------- |
| 1    | Sabine Ginther         | Austria        | 1:16,26 |
| 2    | Andrea Schwarzenberger | Germania Ovest | 1:16,33 |
| 3    | Aline Mandrillon       | Francia        | 1:17,01 |
| 4    | Carola Spatschil       | Germania Ovest | 1:17,02 |
| 5    | Stefanie Müller-Schunk | Germania Ovest | 1:17,35 |
| 6    | Bibiana Perez          | Italia         | 1:17,68 |
| 7    | Emi Kawabata           | Giappone       | 1:17,86 |
| 8    | Anja Haas              | Austria        | 1:17,99 |
| 9    | Elfi Eder              | Austria        | 1:18,01 |
| 10   | Patrizia Zanon         | Italia         | 1:18,25 |

Data: 28 gennaio

#### Slalom gigante
| Pos. | Atleta                  | Nazione     | Tempo   |
| ---- | ----------------------- | ----------- | ------- |
| 1    | Sabine Ginther          | Austria     | 1:53,22 |
| 2    | Bibiana Perez           | Italia      | 1:53,71 |
| 3    | Elfi Eder               | Austria     | 1:54,06 |
| 4    | Marianne Kjørstad       | Norvegia    | 1:54,51 |
| 5    | Renate Oberhofer        | Italia      | 1:54,75 |
| 6    | Sandrine Girard-Berthet | Francia     | 1:54,87 |
| 7    | Roberta Serra           | Italia      | 1:55,07 |
| 8    | Krista Schmidinger      | Stati Uniti | 1:55,12 |
| 9    | Emi Kawabata            | Giappone    | 1:55,28 |
| 10   | Patrizia Zanon          | Italia      | 1:55,29 |

Data: 30 gennaio

#### Slalom speciale
| Pos. | Atleta                | Nazione     | Tempo   |
| ---- | --------------------- | ----------- | ------- |
| 1    | Renate Oberhofer      | Italia      | 1:37,98 |
| 2    | Tanis Hunt            | Stati Uniti | 1:38,65 |
| 3    | Raymonde Ansanay-Alex | Francia     | 1:38,99 |
| 4    | Elfi Eder             | Austria     | 1:39,31 |
| 5    | Ylva Nowén            | Svezia      | 1:39,55 |
| 6    | Krista Schmidinger    | Stati Uniti | 1:40,01 |
| 7    | Evelyne Clément       | Francia     | 1:40,30 |
| 8    | Sabine Ginther        | Austria     | 1:40,36 |
| 9    | Agneta Hjorth         | Svezia      | 1:40,78 |
| 10   | Gibson LaFountaine    | Stati Uniti | 1:40,95 |

Data: 31 gennaio

#### Combinata
| Pos. | Atleta                 | Nazione          |
| ---- | ---------------------- | ---------------- |
| 1    | Sabine Ginther         | Austria          |
| 2    | Krista Schmidinger     | Stati Uniti      |
| 3    | Raymonde Ansanay-Alex  | Francia          |
| 4    | Ylva Nowén             | Svezia           |
| 5    | Roberta Serra          | Italia           |
| 6    | Stefanie Müller-Schunk | Germania Ovest   |
| 7    | Carola Spatschil       | Germania Ovest   |
| 8    | Zuzana Kormaňáková     | Cecoslovacchia   |
| 9    | Ulla Ģērmane           | Unione Sovietica |
| 10   | Estelle Pétremand      | Svizzera         |

Data: 27-31 gennaio

Classifica stilata attraverso i piazzamenti ottenuti
in discesa libera, slalom gigante e slalom speciale

## Medagliere per nazioni
| Pos. | Nazione          | Oro | Argento | Bronzo | Totale |
| ---- | ---------------- | --- | ------- | ------ | ------ |
| 1    | Austria          | 3   | 1       | 3      | 7      |
| 2    | Germania Ovest   | 2   | 2       | 0      | 4      |
| 3    | Stati Uniti      | 1   | 2       | 1      | 4      |
| 4    | Italia           | 1   | 2       | 0      | 3      |
| 5    | Unione Sovietica | 1   | 0       | 1      | 2      |
| 6    | Bulgaria         | 1   | 0       | 0      | 1      |
| 6    | Jugoslavia       | 1   | 0       | 0      | 1      |
| 8    | Francia          | 0   | 1       | 4      | 5      |
| 9    | Finlandia        | 0   | 1       | 0      | 1      |
| 9    | Svezia           | 0   | 1       | 0      | 1      |
| 11   | Cecoslovacchia   | 0   | 0       | 1      | 1      |